# شيريدان ليك (كولورادو)
شيريدان ليك (بالإنجليزية: Sheridan Lake)‏ هي بلدة تقع في مقاطعة كيووا، كولورادو بولاية كولورادو في الولايات المتحدة. تبلغ مساحتها 0.8 (كم²)، وترتفع عن سطح البحر 1241 م، بلغ عدد سكانها 66 نسمة في عام 2000 حسب إحصاء مكتب تعداد الولايات المتحدة وتصل الكثافة السكانية فيها 82.5 نسمة/كم2.

## وصلات خارجية
- Town of Sheridan Lake
- The US50 - Cities and Towns in Colorado State
- Colorado Cities and Towns, Facts, Map, Flag, Colleges, Government, and More